# Tarm
Tarm és una ciutat danesa de l'oest de la península de Jutlàndia, forma part del municipi de Ringkøbing-Skjern que forma part de la regió de Midtjylland, ambdós creats l'1 de gener del 2007 com a part d'una reforma territorial. La ciutat està situada al sud del riu Skjern, el més cabalós de Dinamarca i és a 5 km de Skjern, a uns 8 km del Ringkøbing Fjord.